# Dibrova, Korosten
Dibrova (în ucraineană Діброва) este un sat în comuna Stremîhorod din raionul Korosten, regiunea Jîtomîr, Ucraina.

## Demografie
Componența lingvistică a localității Dibrova
     Ucraineană (99,32%)
     Alte limbi (0,68%)
Conform recensământului din 2001, majoritatea populației localității Dibrova era vorbitoare de ucraineană (99,32%), existând în minoritate și vorbitori de alte limbi.